# Thomaz Costa
Thomaz Roberto Costa Santos (São Paulo, 14 de junho de 2000) é um ator brasileiro. Ficou nacionalmente conhecido ao interpretar o personagem Daniel Zapata na telenovela Carrossel.

## Biografia
Thomaz Costa nasceu no município de São Paulo em 14 de junho de 2000, filho de Luciana Santos e Roberto, e irmão mais velho de Lívia Helena. Estudou teatro desde seus 3 anos de idade. O primeiro trabalho de Thomaz foi o comercial da Claro chamado Claro Conselhos.

## Carreira
Em 2009 foi vencedor do concurso Cena em Ação do programa Hebe no SBT, pelo qual ganhou seu primeiro papel na novela Vende-se um Véu de Noiva.
No ano seguinte atuou na produção brasileira no espetáculo musical O Rei e Eu, sofisticada produção que obteve excelentes críticas e indicações. Em 2012 participou do remake brasileiro da novela Carrossel, onde interpretou o estudioso Daniel Zapata, papel também reprisado na série Patrulha Salvadora de 2014 e nos cinemas em Carrossel: O Filme de 2015 e na sua continuação Carrossel 2: O Sumiço de Maria Joaquina de 2016.
No dia 6 de setembro de 2022 foi confirmado como um dos participantes da décima quarta temporada do reality show A Fazenda, na TV Record. No dia 20 de outubro, Thomaz foi o quinto eliminado do reality show com 17,31% dos votos do público.

## Filmografia

### Televisão
| Ano     | Título                      | Papel                    | Notas                  | Ref.   |
| ------- | --------------------------- | ------------------------ | ---------------------- | ------ |
| 2009    | Vende-se um Véu de Noiva    | Lucas Sabadin            |                        | [ 9 ]  |
| 2012–13 | Carrossel                   | Daniel Zapata            |                        | [ 10 ] |
| 2013    | Carrossel Especial de Natal | Daniel Zapata            | Especial de fim de ano | [ 11 ] |
| 2014–15 | Patrulha Salvadora          | Daniel Zapata            |                        | [ 12 ] |
| 2014    | É Natal, Mallandro!         | Daniel Zapata            | Especial de fim de ano | [ 13 ] |
| 2016    | Dance se Puder              | Participante (5º lugar)  | Temporada 1            | [ 14 ] |
| 2020    | Canta Comigo Teen           | Jurado                   |                        | [ 15 ] |
| 2021    | Ilha Record                 | Participante (9º lugar)  | Temporada 1            | [ 16 ] |
| 2022    | A Fazenda                   | Participante (17º lugar) | Temporada 14           | [ 17 ] |

### Cinema
| Ano  | Título                                  | Papel            | Notas        | Ref.   |
| ---- | --------------------------------------- | ---------------- | ------------ | ------ |
| 2015 | Carrossel: O Filme                      | Daniel Zapata    |              | [ 18 ] |
| 2016 | Carrossel 2: O Sumiço de Maria Joaquina | Daniel Zapata    |              | [ 19 ] |
| 2016 | Deixe-me Viver                          | Gustavo          |              | [ 20 ] |
| 2017 | Eu Fico Loko                            | Rodrigo          |              |        |
| 2020 | Amiga do Inimigo                        | Gustavo Escobar  | Netflix      |        |
| 2022 | #PartiuFama                             | JC (José Carlos) | Participação | [ 21 ] |

### Internet
| Ano     | Título   | Personagem      | Ref.   |
| ------- | -------- | --------------- | ------ |
| 2019–21 | Em Prova | Gustavo Escobar | [ 22 ] |

## Discografia

### Vídeos musicais
| Ano  | Título           | Diretor(es) | Notas     | Ref.   |
| ---- | ---------------- | ----------- | --------- | ------ |
| 2020 | "Avisa Elas"     | Pires       | KondZilla | [ 23 ] |
| 2020 | "Vem Pro Bailão" | Tony Senas  | KondZilla | [ 24 ] |

## Teatro
| Ano  | Título                            | Personagem    | Ref.   |
| ---- | --------------------------------- | ------------- | ------ |
| 2010 | O Rei e Eu                        | Príncipe      |        |
| 2013 | Show Carrossel no Circo Tihany    | Daniel Zapata | [ 25 ] |
| 2015 | As Crianças mais Amadas do Brasil | Ele mesmo     | [ 26 ] |